# Arhynchite hiscocki
Arhynchite hiscocki är en djurart som tillhör fylumet skedmaskar, och som beskrevs av Edmonds, S.J 1960. Arhynchite hiscocki ingår i släktet Arhynchite och familjen Echiuridae. Inga underarter finns listade i Catalogue of Life.